# Coupe Memorial 1988
Navigation
Édition précédente Édition suivante
L'édition 1988 de la Coupe Memorial est présenté du 7 au 14 mai 1988 à Chicoutimi, Québec. Elle regroupe les champions de chacune des divisions de la Ligue canadienne de hockey, soit la Ligue de hockey junior majeur du Québec (LHJMQ), la Ligue de hockey de l'Ontario (LHO) et la Ligue de hockey de l'Ouest (LHOu)

## Équipes participantes
- Les Olympiques de Hull représentent la Ligue de hockey junior majeur du Québec.
- Les Spitfires de Windsor représentent la Ligue de hockey de l'Ontario.
- Les Tigers de Medicine Hat représentent la Ligue de hockey de l'Ouest.
- Les Voltigeurs de Drummondville de la LHJMQ en tant que finaliste.

## Classement de la ronde Préliminaire
| Équipe                      | PJ | V | D | BP | BC | Pts |
| --------------------------- | -- | - | - | -- | -- | --- |
| Spitfires de Windsor        | 3  | 3 | 0 | 18 | 9  | 6   |
| Tigers de Medicine Hat      | 3  | 2 | 1 | 16 | 9  | 4   |
| Olympiques de Hull          | 3  | 1 | 2 | 12 | 14 | 2   |
| Voltigeurs de Drummondville | 3  | 0 | 3 | 6  | 20 | 0   |

## Résultats

### Résultats du tournoi à la ronde
Voici les résultats du tournoi à la ronde pour l'édition 1988 :

## Effectifs
Voici la liste des joueurs des Tigers de Medicine Hat, équipe championne du tournoi 1988 :
- Entraîneur : Barry Melrose
- Gardiens : Mark Fitzpatrick.
- Défenseurs : Vince Boe, Dean Chynoweth, Wayne McBean, Scott McCrady, Ryan McGill et Neil Wilkinson.
- Attaquants : Mike Barlage, Neil Brady, Rob DiMaio, Clayton Gainer, Murray Garbutt, Wayne Hynes, Dan Kordic, Kirby Lindal, Trevor Linden, Jason Miller, Mark Pederson, Jason Prosofsky, Darren Taylor, Mark Woolf et Cal Zankowski.

## Honneurs individuels
- Trophée Stafford-Smythe (meilleur joueur) : Rob DiMaio (Tigers de Medicine Hat)
- Trophée George-Parsons (meilleur esprit sportif) : Martin Gélinas (Olympiques de Hull)
- Trophée Hap-Emms (meilleur gardien) : Mark Fitzpatrick (Tigers de Medicine Hat)

Équipe d'étoiles :
- Gardien : Mark Fitzpatrick (Tigers de Medicine Hat)
- Défenseurs : Dean Chynoweth (Tigers de Medicine Hat) et Darryl Shannon (Spitfires de Windsor)
- Centre : Rob DiMaio (Tigers de Medicine Hat)
- Ailier gauche : Darrin Shannon (Spitfires de Windsor)
- Ailier droit : Trevor Linden (Tigers de Medicine Hat)